# سارسبورو (آیووا)
سارسبورو (به انگلیسی: Searsboro) یک محدوده ثبت‌نشده در شهرستان پاوشیک ایالت آیووا کشور ایالات متحده آمریکا است که جمعیت آن در سرشماری سال ۲۰۱۰ میلادی، ۱۴۸ نفر بوده‌است.